# 季春美
季春美（1986年2月14日—），江苏人，是一名前中國女子职业网球选手。她的职业生涯最高WTA单打世界排名是352，最高WTA双打世界排名则是61名。她曾参加过2009年东亚运动会。